# Klaviersonaten op. 30 (Haydn)
Die sechs von Joseph Haydn komponierten Klaviersonaten Hob.XVI:35–39 und Hob.XVI:20 wurden 1780 unter dem Titel Sechs Sonaten für Cembalo und Pianoforte mit einer Widmung an Katharina und Marianne Auenbrugger als Haydns Opus 30 veröffentlicht.

## Entstehungsgeschichte
Im Jahre 1780 wurde (nach op. 13 und op. 14) eine dritte Sammlung von Klaviersonaten Joseph Haydns als op. 30 im Druck herausgegeben. Verlegt wurden sie von Artaria, der auch die Widmung an Katharina und Marianne Auenbrugger hinzufügte. Haydn hatte keine Einwände gegen die Widmungsträger, beschwerte sich allerdings über die Eigenmächtigkeit des Verlegers. Die Auenbrugger-Schwestern waren Klavierschülerinnen Haydns, und dieser schätzte ihre Spielkunst: „Der beyfall deren Freilen v. Augenbrugger ist mir der allerwichtigste, indem Ihre spielarth und die Ächte Einsicht in die Tonkunst denen grösten Meistern gleichkomt: Beede verdienen durch öffentliche Blätter in ganz Europa bekannt gemacht zu werden.“ (Brief an Artaria, 1780)
Im Gegensatz zu den beiden vorangegangenen Sammlungen von Klaviersonaten, die dem Titel nach explizit für das Cembalo bestimmt waren, sah Haydn bei seinen Sonaten op. 30 auch das Hammerklavier als Instrument vor.
Während die Sonaten Nr. 1–5 Ende der 1770er Jahre oder erst 1780 entstanden, reicht die Kompositionsgeschichte der c-Moll-Sonate bis in das Jahr 1771 zurück. Haydn arbeitete in diesem Jahr am ersten und dritten Satz der Sonate, vollendete aber nur den dritten Satz. Der erste Satz blieb ein Fragment, bis er anlässlich der Herausgabe der Sonatensammlung Opus 30 überarbeitet und vollendet wurde. Zudem komponierte Haydn einen langsamen zweiten Satz hinzu.

## Werk- und Satzbezeichnungen

### Nr. 1 – Klaviersonate Nr. 48 Hob.XVI:35 in C-Dur
- 1. Allegro con brio
- 2. Adagio
- 3. Finale: Allegro

### Nr. 2 – Klaviersonate Nr. 49 Hob.XVI:36 in cis-Moll
- 1. Moderato
- 2. Scherzando: Allegro con brio
- 3. Menuet: Moderato

### Nr. 3 – Klaviersonate Nr. 50 Hob.XVI:37 in D-Dur
- 1. Allegro con brio
- 2. Largo e sostenuto
- 3. Finale: Presto ma non troppo

### Nr. 4 – Klaviersonate Nr. 51 Hob.XVI:38 in Es-Dur
- 1. Allegro moderato
- 2. Adagio
- 3. Finale: Allegro

### Nr. 5 – Klaviersonate Nr. 52 Hob.XVI:39 in G-Dur
- 1. Allegro con brio
- 2. Adagio
- 3. Prestissimo

### Nr. 6 – Klaviersonate Nr. 33 Hob.XVI:20 in c-Moll
- 1. Moderato
- 2. Andante con moto
- 3. Finale: Allegro

## Diskografie
CD-Aufnahmen der 1780 veröffentlichten Klaviersonaten sind in der Regel im Rahmen von Gesamtaufnahmen aller Klaviersonaten Haydns entstanden. Hierbei fällt auf, dass bei den CD-Zusammenstellungen die Sonate Hob.XVI:20 meist von den übrigen fünf getrennt vorzufinden ist. Unter den Gesamtaufnahmen sei die von Christine Schornsheim (Capriccio 49404) erwähnt, da sie auch eine Aufnahme der fragmentarischen Frühfassung des ersten Satzes von Hob.XVI:20 enthält.